# 第十一書簡
『第十一書簡』（だいじゅういちしょかん、希: Ἐπιστολή ια'、羅: Epistula XI、英: Epistle XI, Eleventh Epistle, Eleventh Letter）は、プラトンの『書簡集』中の書簡の1つ。比較的真作性が高いものと考えられる。

## 内容
紀元前360年頃、プラトンが第3回目のシケリア行きから帰国してそれほど経っていない頃、プラトンの弟子の1人であるタソスのレオダマス（書簡中では訛りの関係で「ラオダマス」）に、タソス島の人々が対岸のダトンに新設した植民都市の立法について助言を求められ、それに対する返信という体裁で書かれている。
プラトンは、そのことに関しては、
1. レオダマスが直接アテナイに来て、自分達と議論するのが一番良かった（しかし、レオダマスは予めそれは難しいと述べているらしい）
2. 次に自分（プラトン）や弟子のソクラテス[2]がそちらへ行ければ良かったが、ソクラテスは排尿障害を患い、自分も老い等の理由で行けない

といった旨を述べつつ、書簡上でできる最低限の助言として、
- （奴隷や自由民の日々の生活を配慮せず）ただ法律を制定するだけで国制がうまく整えられるなどと勘違いしてはいけない
- 他の国家も、危機を経験していく中で、権力を持った優れた人物が出てくることでようやく治まったのであり、それまではそうした機会が訪れるのを願望している他なく、自惚れて無謀に走ってはいけない

といった助言を行っている。

## 日本語訳
- 『プラトン全集14　エピノミス(法律後篇)・書簡集』 水野有庸・長坂公一訳、岩波書店